# Stekelstaartgierzwaluw
De stekelstaartgierzwaluw (Hirundapus caudacutus) is een gierzwaluwachtige.

## Kenmerken
De stekelstaartgierzwaluw heeft een spanwijdte van gemiddeld 50 cm. De grootte varieert tussen 19 cm en 21,5 cm. Hij lijkt op een gewone gierzwaluw, maar is compacter, met een kort lichaam en een snelle vlucht. De vogel is overwegend bruin, de rug is zeer lichtbruin en kenmerkend is verder een witte anaalstreek die doorloopt tot op de flanken.

## Leefwijze
De stekelstaartgierzwaluw leeft van insecten en kleine ongewervelden.

## Verspreiding en leefgebied
Deze soort komt voor in Centraal-Azië en Zuid-Siberië broedt en in Australië overwintert. In West-Europa komt de soort soms als dwaalgast voor en als zodanig één keer (in 1996) in Nederland waargenomen. Ze vertoeven in de meest uiteenlopende habitats, ook in cultuurlandschappen en stedelijke omgevingen.

## Ondersoorten
Er worden twee ondersoorten erkend:
- Hirundapus caudacutus caudacutus (Latham, 1802) (Midden Siberië tot Japan en de Koerilen, overwintert in Australië).
- Hirundapus caudacutus nudipes (Hodgson, 1837) (Himalayagebied en het noordoosten van India tot in het zuidwesten van China, standvogel).

## Voortplanting
Het vrouwtje legt tussen de 3 en de 6 eieren per legsel, en heeft één legsel per jaar. De broedtijd duurt tussen de 17 en 23 dagen.

## Snelheid
Deze grote gierzwaluw wordt vaak aangezien voor een roofvogel. Aangenomen wordt dat deze gierzwaluw de snelst horizontaal vliegende vogel ter wereld is. Volgens het Guinness Book of Records van 1978 is de hoogste snelheid ooit gemeten voor de stekelstaartgierzwaluw 172 km per uur.

## Status
De stekelstaartgierzwaluw heeft een enorm groot verspreidingsgebied en daardoor alleen al is de kans op de status kwetsbaar (voor uitsterven) uiterst gering. De grootte van de populatie is niet gekwantificeerd. Er is geen aanleiding te veronderstellen dat de soort in aantal achteruit gaat. Om deze redenen staat deze gierzwaluw als niet bedreigd op de Rode Lijst van de IUCN.